# گمینا دومانگویتسه
گمینا دومانگویتسه (به لهستانی:  Gmina Domaniewice) یک گمینا در لهستان است که در شهرستان وویچ واقع شده‌است. گمینا دومانگویتسه ۸۶٫۲۳ کیلومتر مربع مساحت و ۴٬۵۹۴ نفر جمعیت دارد.